# Ghadames
Ghadames hay Ghadamis (tiếng Ả Rập: غدامس, Berber: ghdams / ɛadēməs; thổ ngữ Libya: ġdāməs, tiếng Latinh: Cidamus, Cydamus) là một thị trấn ốc đảo Berber nằm trong huyện Nalut, của vùng Tripolitania, tây bắc Libya. Tiếng bản địa của thị trấn là Ghadamès theo Ngữ tộc Berber.
Thị trấn được mệnh danh là "Hòn ngọc của sa mạc", là một ốc đảo. Đây là một trong những thành phố vùng Sahara lâu đời nhất và là một ví dụ nổi bật về một khu định cư truyền thống. Kiến trúc trong nó đặc trưng bởi sự phân chia chức năng theo chiều dọc: tầng trệt được sử dụng để lưu trữ vật tư; sau đó là một tầng khác cho gia đình, nhô ra những con hẻm có mái che tạo ra gần như một mạng lưới lối đi ngầm; và trên đỉnh sân thượng ngoài trời dành cho phụ nữ.

## Địa lý
Thị trấn nằm cách 462 km (287 mi) về phía tây nam thủ đô Tripoli, gần biên giới với Algérie và Tunisia. Nó tiếp giáp với tỉnh Illizi của Algeria và Tataouine Tunisia.
Ốc đảo có dân số khoảng 10.000 người và chủ yếu là người Berber. Khu vực cổ nhất của thị trấn được bao quanh bởi một bức tường thành và đã được UNESCO công nhận là Di sản thế giới. Mỗi trong số bảy gia tộc từng sống ở thị trấn đều có khu vực riêng và đều có địa điểm công cộng để tổ chức các lễ hội.

### Khí hậu
Ghadames có khí hậu sa mạc nóng (phân loại khí hậu Köppen BWh) với mùa hè dài, rất nóng còn mùa đông ngắn và ấm. Lượng mưa hàng năm rất hạn chế, chỉ khoảng 33,1 mm.
| Dữ liệu khí hậu của Ghadames                          | Dữ liệu khí hậu của Ghadames | Dữ liệu khí hậu của Ghadames | Dữ liệu khí hậu của Ghadames | Dữ liệu khí hậu của Ghadames | Dữ liệu khí hậu của Ghadames | Dữ liệu khí hậu của Ghadames | Dữ liệu khí hậu của Ghadames | Dữ liệu khí hậu của Ghadames | Dữ liệu khí hậu của Ghadames | Dữ liệu khí hậu của Ghadames | Dữ liệu khí hậu của Ghadames | Dữ liệu khí hậu của Ghadames | Dữ liệu khí hậu của Ghadames |
| Tháng                                                 | 1                            | 2                            | 3                            | 4                            | 5                            | 6                            | 7                            | 8                            | 9                            | 10                           | 11                           | 12                           | Năm                          |
| ----------------------------------------------------- | ---------------------------- | ---------------------------- | ---------------------------- | ---------------------------- | ---------------------------- | ---------------------------- | ---------------------------- | ---------------------------- | ---------------------------- | ---------------------------- | ---------------------------- | ---------------------------- | ---------------------------- |
| Cao kỉ lục °C (°F)                                    | 33.5 (92.3)                  | 35.0 (95.0)                  | 41.3 (106.3)                 | 48.0 (118.4)                 | 52.0 (125.6)                 | 55.2 (131.4)                 | 53.4 (128.1)                 | 52.4 (126.3)                 | 50.0 (122.0)                 | 48.0 (118.4)                 | 39.0 (102.2)                 | 30.4 (86.7)                  | 55.2 (131.4)                 |
| Trung bình ngày tối đa °C (°F)                        | 17.6 (63.7)                  | 20.7 (69.3)                  | 24.4 (75.9)                  | 29.7 (85.5)                  | 34.6 (94.3)                  | 39.8 (103.6)                 | 40.3 (104.5)                 | 39.8 (103.6)                 | 36.4 (97.5)                  | 30.0 (86.0)                  | 23.8 (74.8)                  | 18.2 (64.8)                  | 29.6 (85.3)                  |
| Tối thiểu trung bình ngày °C (°F)                     | 3.6 (38.5)                   | 5.7 (42.3)                   | 9.0 (48.2)                   | 13.8 (56.8)                  | 17.8 (64.0)                  | 22.3 (72.1)                  | 22.4 (72.3)                  | 22.5 (72.5)                  | 20.1 (68.2)                  | 15.0 (59.0)                  | 9.0 (48.2)                   | 4.4 (39.9)                   | 13.8 (56.8)                  |
| Thấp kỉ lục °C (°F)                                   | −6.9 (19.6)                  | −8.0 (17.6)                  | −2.6 (27.3)                  | 0.0 (32.0)                   | 6.0 (42.8)                   | 7.8 (46.0)                   | 10.8 (51.4)                  | 13.0 (55.4)                  | 10.0 (50.0)                  | 1.4 (34.5)                   | −4.0 (24.8)                  | −6.0 (21.2)                  | −8.0 (17.6)                  |
| Lượng Giáng thủy trung bình mm (inches)               | 5.0 (0.20)                   | 4.6 (0.18)                   | 6.8 (0.27)                   | 3.6 (0.14)                   | 2.3 (0.09)                   | 0.1 (0.00)                   | 0.0 (0.0)                    | 0.3 (0.01)                   | 0.8 (0.03)                   | 4.0 (0.16)                   | 2.1 (0.08)                   | 3.4 (0.13)                   | 33 (1.29)                    |
| Số ngày giáng thủy trung bình (≥ 0.1 mm)              | 1.1                          | 1.2                          | 1.5                          | 0.9                          | 0.4                          | 0.2                          | 0.1                          | 0.1                          | 0.2                          | 1.0                          | 0.8                          | 1.2                          | 8.7                          |
| Độ ẩm tương đối trung bình (%)                        | 52                           | 41                           | 36                           | 28                           | 26                           | 22                           | 22                           | 23                           | 29                           | 35                           | 47                           | 53                           | 34                           |
| Số giờ nắng trung bình tháng                          | 248.0                        | 240.1                        | 257.3                        | 273.0                        | 313.1                        | 309.0                        | 372.0                        | 353.4                        | 273.0                        | 263.5                        | 246.0                        | 232.5                        | 3.380,9                      |
| Số giờ nắng trung bình ngày                           | 8.0                          | 8.5                          | 8.3                          | 9.1                          | 10.1                         | 10.3                         | 12.0                         | 11.4                         | 9.1                          | 8.5                          | 8.2                          | 7.5                          | 9.3                          |
| Nguồn 1: Tổ chức Khí tượng Thế giới                   |                              |                              |                              |                              |                              |                              |                              |                              |                              |                              |                              |                              |                              |
| Nguồn 2: Deutscher Wetterdienst, Sách Khí tượng Ả Rập |                              |                              |                              |                              |                              |                              |                              |                              |                              |                              |                              |                              |                              |